# 伊万·尤万诺维奇
伊万·尤万诺维奇（Ivan Jovanović，1978年12月1日—），是一名塞尔维亚足球运动员，司职攻击型中场。2006年，他曾经效力于上海申花，但是于赛季结束后即被弃用，转而加盟比利时联赛洛克伦队，不过到2007赛季结束后又被放弃，加盟以色列乙级联赛，2008年来到马其顿联赛。